# 学校法人京北学園
学校法人京北学園（がっこうほうじんけいほくがくえん）は、かつて東京都文京区白山五丁目に存在した学校法人。現在は学校法人東洋大学である。

## 概要
哲学館（東洋大学の前身）を創設した井上円了によって1898年に創設され、1951年に東洋大学から独立した。
2011年に再び学校法人東洋大学と合併し、2011年3月31日をもって解散した。

## 交通
- 都営地下鉄三田線白山駅
- 東京メトロ南北線本駒込駅
- 日立自動車交通Bーぐる白山駅停留所
- 都営バス草63東洋大学停留所
- 都営バス東43・茶51向丘二丁目停留所

## 設置校
- 東洋大学京北中学高等学校
- 京北学園白山高等学校
- 京北幼稚園